# Yan Arlaud
Pour les articles homonymes, voir Arlaud.
Yan Arlaud est un chef décorateur français né en 1956.

## Biographie
Yan Arlaud est le fils du scénariste suisse Rodolphe-Maurice Arlaud et le père du comédien Swann Arlaud. Après un doctorat en biologie à l'université Paris VI[réf. nécessaire], il devient accessoiriste au début des années 1980 avant de commencer comme chef décorateur sur Black Mic-Mac 2.

## Théâtre
- 2001 : Comédie sur un quai de gare de Samuel Benchetrit, mise en scène de Samuel Benchetrit
- 2005 : Moins 2 de Samuel Benchetrit, mise en scène de Samuel Benchetrit

## Filmographie
- 1988 : Black Mic-Mac 2 de Marco Pauly
- 1992 : Amoureuse de Jacques Doillon
- 1993 : Cible émouvante de Pierre Salvadori
- 1994 : Le Ballon d'or de Cheik Doukouré
- 1995 : L'Enfant noir de Laurent Chevallier
- 1996 : Les Caprices d'un fleuve de Bernard Giraudeau
- 1998 : La Ballade de Titus de Vincent de Brus
- 1998 : … Comme elle respire de Pierre Salvadori
- 2000 : Les Marchands de sable de Pierre Salvadori
- 2004 : Tout le plaisir est pour moi d'Isabelle Broué
- 2004 : Janis et John de Samuel Benchetrit
- 2008 : Un barrage contre le Pacifique de Rithy Panh
- 2010 : Hors-la-loi de Rachid Bouchareb
- 2013 : Michael Kohlhaas d'Arnaud des Pallières
- 2014 : La Voie de l'ennemi de Rachid Bouchareb
- 2016 : Un Juif pour l'exemple (film) de Jacob Berger

## Distinctions

### Nominations
- César 2014 : César des meilleurs décors pour Michael Kohlhaas